# Érico XII da Suécia
Érico XII (1339 – 20 de junho de 1359) – conhecido como Erik Magnusson - foi o rei da Suécia de 1356 até sua morte em 1359.                                                                             Era o filho mais velho de Magno IV da Suécia (Magnus Eriksson) e Branca de Namur.
                                                                                                                            Revoltou-se contra o pai e proclamou-se rei em 1356. Foi reconhecido por grande parte da Suécia e pela Escânia, continuando o pai todavia a reinar sobre a restante parte do reino.                                                          Uma nova confrontação em 1358 entre ele e uma aliança do pai com o irmão Haakon VI da Noruega (Håkan Magnusson) e Valdemar IV da Dinamarca acabou numa reconciliação.                                                                                                                         Faleceu subitamente em 1359